# 鳥居 (歌人)
鳥居（とりい）は、日本の歌人。三重県生まれ。
セーラー服を着た歌人として知られる。両親の離婚、母の死、養護施設での虐待、ホームレス生活を体験したのち、短歌を独学で学んだ。第61回現代歌人協会賞受賞。

## 人物

### 生い立ちと短歌との出会い
鳥居が2才の頃に両親が離婚し、精神を病んだ母と暮らすようになった。小学4年生の頃に東京に引っ越すが、民宿などを転々として暮らした為、数カ月の間学校に通うことができなかった。
小学5年生の頃、学校から帰宅すると母が自殺をしていた為、新宿の児童相談所に一時保護ののち、三重県の養護施設へと入所した。児童相談所、養護施設それぞれで虐待を受けた結果、中学校は不登校のまま卒業した。施設で暮らす間は新聞を読むことを趣味として、小中学校で学ばなかった漢字を覚えた。特に中日新聞で連載していた岡井隆『けさのことば』の愛読者だった。
中学卒業後には叔父からのDVにより、DVシェルターへと避難した。このDVシェルター近くの図書館で読んだ穂村弘の歌集『ラインマーカーズ』に感銘を受け、短歌をはじめる。
その後、里親へと引き取られたが体が弱かったために追い出され、ホームレス生活をはじめた。2ヵ月のホームレス生活の後、格安物件へと入居した。この時、鳥居は歌人の吉川宏志へと自身の生い立ちを記した手紙を送っている。吉川はその手紙の内容に驚き、自らを表現する手段を手にするよう勧めた。この数年の後、鳥居は吉川へと短歌をはじめた旨を伝えるメールを送っている。

### 歌人として
2012年、全国短歌大会で佳作に入選すると、2013年には掌編小説で路上文学賞・大賞、2014年中城ふみ子賞の候補作に選ばれるなどの実績を重ねた。2015年ごろからインターネットのSNSなどで人気を集めるようになり、2016年には歌集『キリンの子』が発売された。この鳥居の歌集は2年弱で11刷を重ねる人気を博した。2017年、第61回現代歌人協会賞を受賞した。
2012年頃より鳥居は、自らが形式的には中学卒業であるが実質的には小学校中退状態であること、義務教育を学び直したくとも学べない境遇の人がいることを伝える為、取材などの公共の場ではセーラー服を着用している。鳥居のこの活動などを受け、2015年7月には文科省が形式卒業者の夜間中学校での受け入れを求めるよう全国の教育委員会へと通知した。
また、鳥居は2012年頃より短歌普及活動を行っている。この活動は大阪府梅田駅周辺の路上で短歌の魅力を訴え始めたことからはじまり、セクシャルマイノリティ向けに「虹色短歌会」、生きづらさを抱えた人のために「生きづら短歌会」の開催をしている。歌集出版以降は「パリ短歌会」「台湾歌壇」などから招請され国内外で短歌を教えている。

## 年譜
- 2012年 現代歌人協会 全国短歌大会で佳作に入選（穂村弘・選）。
- 2013年 掌編小説で路上文学賞・大賞を得る（「エンドレス　シュガーレス　ホーム」）[5]。
- 2014年 中城ふみ子賞の候補作に選ばれる。
- 2015年 新聞に寄稿した短歌がSNSなどで取り上げられ話題となる。
- 2016年 
  - 歌集「キリンの子 鳥居歌集」出版。
  - ユリイカ8月号『あたらしい短歌、ここにあります』で穂村弘、最果タヒ、岡井隆、清家雪子、鳥居の特集が組まれた
- 2017年 
  - 平成28年度（2016年、第18回）近藤芳美賞（NHK全国短歌大会）に入選（「廃線の町」）[7][8][9]。
  - 第61回現代歌人協会賞を受賞（歌集「キリンの子」）[6]。
  - 自身の短歌を朗読したラジオ番組、「1/6の群像」（CBCラジオ）で
    - 平成29年度（2017年）文化庁芸術祭賞 ラジオ部門 大賞[10][11]
    - 平成29年度（2017年）日本民間放送連盟賞 ラジオ教養番組 最優秀賞[12]

  - 現代短歌社から『キリンの子を読む』を刊行（岡井隆　吉川宏志　大辻隆弘　水原紫苑）
- 2018年　手塚プロダクション協力のもと舞台『真夜中の鉄腕アトム』を上演。脚本・出演（アトム、トビオの二役）を務めた[13]。
- 2019年
  - 群像に掲載された「過去は変えられる」が「ベスト・エッセイ2019（日本文藝家協会編）」に選ばれる[14]。
  - Velladon 三角みづ紀　谷川俊太郎　瀧波ユカリ　町田康らと　音楽『universe』を発表
- 2020年 第48回創作ラジオドラマ大賞　佳作｢ひかりの子たち｣（NHKラジオ）脚本：水上春、短歌：鳥居
- 2021年　
  - 10月3日、講談社「ミスiD」セミファイナリスト進出[15]。11月20日、ファイナリスト進出[16]。翌年、選考委員の名前を冠した賞を受賞（竹中万季　野村由芽によるユニット　She is から、　She is賞を受賞）
- 2022年
  - 胎動レーベルから雲のすみかとの楽曲『2/10』を発表。
  - 栗栖のあ　アンジーと　深夜３時に野外劇『薔薇』をおこなう。原作『女子文壇』から『薔薇』ウィード グスターフ原著　森鴎外訳
  - 『あいち』（旧あいちトリエンナーレ）関連事業にて、ハプニングとポエトリーリーディングを組み合わせた作品を発表。その報酬の全額を戦争孤児に寄付した
- 2024年 美術協会純展の主催する『第53回・純展 全国公募展』において、作品「無題」が招待作家作品として入選[17][18]。鳥居自身が語るところによると、この作品には以下のような経緯や物語がある。
  - 友人の家に泊めてもらった際に、お礼として描いたものが、美術協会純展の理事である美術家の目に留まって推薦されたものである[19]。
  - 展示の額縁に使われた木は、展示前は乳児用の手すりであり、さらにその以前は植物研究所の温室に使用されていた[20]。
  - 絵に込められた複数のモチーフや意味の１つに、「細胞」が存在する[20]。

## 評価
鳥居の歌はその半生と共に語られることが多い。
歌人の石川美南は、どこまでが事実かはわからないとした上で、虐待や母の自死などを「私≒作者」自身の物語として語るのは、ある意味で正統的な短歌の歌い方であるとした。フランス語学者の東郷雄二は、鳥居はその生い立ちに注目されるだろうが、歌人としての鳥居が正しく遇されることにならないとした上で、鳥居を努力の人だと称し、やはり短歌と人生を切り離すことはできないとした。『短歌世界』上において、島田幸典は、鳥居自身の凄惨な体験を歌っていても客観性は失わないとし、栗木京子は、母親の自殺を題材とした歌を評する際に、その事実を描き切ったことに圧倒されたと述べている。吉川宏志は、鳥居の短歌は自らの異常な体験を歌う時も静かで明晰だとし、外からみているような眼差しがあると評した。また、多数の支持を得た理由として孤独感と読みやすさを備えていたからではないかと分析した。
鳥居自身は、自らの生い立ちが特殊だということは短歌の上での長所ではなく、自らの体験が少数派であり共感が得られにくい短所であると述べている。

## 著作
- 「キリンの子 鳥居歌集」（2016/2/9、ISBN  978-4048656337）アスキー・メディアワークス　著：鳥居

## 関連図書
- 「セーラー服の歌人 鳥居 拾った新聞で字を覚えたホームレス少女の物語」 （2016/2/9、ISBN 978-4048656320）アスキー・メディアワークス　著：岩岡千景
- 「『キリンの子』を読む」 (gift10叢書)（2017/12/15、ISBN 978-4865342222）現代短歌社　著：山下翔、編：鳥居歌集を読むつどい実行委員会

## 参考書籍
- 「特集=あたらしい短歌、ここにあります」『ユリイカ』2016年8月号、青土社、2016年7月27日。